# Фискальные марки Эфиопии

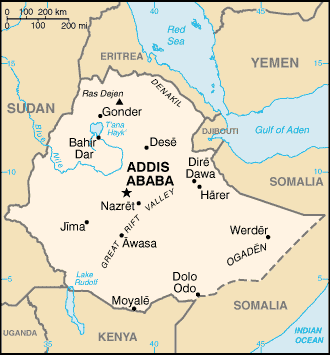
Карта Эфиопии

Эфиопия выпускала фискальные марки с тех пор, когда была независимой империей.

## Фискальные марки
Первые фискальные марки Эфиопии были выпущены в 1930 году. Самый первый выпуск состоял из четырёх марок, напечатанных лондонской типографией Waterlow and Sons, с изображением льва Иуды в центре. Этот выпуск существует как с фоновым рисунком в виде декоративных гребешков, так и с однотонным фоном.
Эфиопская империя пала под натиском Италии в конце Второй итало-эфиопской войны в 1936 году. Во время итальянской оккупации в Эфиопии, а также в итальянской Эритрее и итальянском Сомали использовались различные фискальные марки с надписями итал. «Africa Italiana» («Итальянская Африка»), «Africa Orientale Italiana» («Итальянская Восточная Африка») или «Colonie Italiane» («Итальянская колония»). В городах Аддис-Абеба, Дыре-Дауа и Гондэр также были эмитированы выпуски муниципальных фискальных марок.
В последующий период на почтовых марках вначале делались надпечатки для фискального использования, а позднее была напечатана новая серия, аналогичная выпуску 1930 года. На марках по-прежнему был изображен Лев Иуды. В период с 1948 по 1964 год они были выпущены несколько раз, с номиналами в талерах Марии Терезии или эфиопских бырах.
После прихода Дерга к власти во время гражданской войны в Эфиопии были выпущены фискальные марки, рисунок которых был похож на рисунок имперских выпусков, но с другими гербами и надписями. Это были выпуски Временного военного правительства Социалистической Эфиопии, Народно-Демократической Республики Эфиопии и Федеративной Демократической Республики Эфиопии.
На фискальных марках Эфиопии были изображены следующие эмблемы:

1930-1974 гг.
1974-1987 гг.
1987-1991 гг.
с 1995 г. по настоящее время

## Другие виды фискальных марок
В Эфиопии выпускались и другие виды фискальных марок:
- Сбор за обслуживание пассажиров в аэропорту
- Налог на алкоголь
- Налог на соль
- Табачная монополия

С 1949 года по 1969 год Торговая палата Аддис-Абебы выпускала собственные фискальные марки.
Когда Эритрея входила в состав Эфиопии, она продолжала выпускать отдельные фискальные марки вплоть до 1960-х годов.